# Zarma jezik
Zarma jezik (adzerma, djerma, dyabarma, dyarma, dyerma, zabarma, zarbarma, zarmaci; ISO 639-3: dje), jezik naroda Zerma kojim govori 2 438 400 ljudi u Nigeru, Nigeriji, i nešto u Burkini Faso i Maliju (sela Tabankort i Akabar). 
Većina govornika živi u Nigeru 2 350 000; 2006) i 87 800 u Nigeriji (2000), država Kebbi. U Nigeriji je nacionalni jezik. U etničke grupe koje govore ovim jezikom pripadaju i Kurtey (32 000), Wogo (28 000), Songhai (400 000), Dendi (40 000). Govori ga i oko 600 ljudi u Burkini Faso, i i nešto u Maliju, u selima Tabankort i Akabar. 

## Vanjske poveznice
- Ethnologue (14th)
- Ethnologue (15th)